# Biston intermedia
Biston intermedia là một loài bướm đêm trong họ Geometridae.